# Shkëlzen

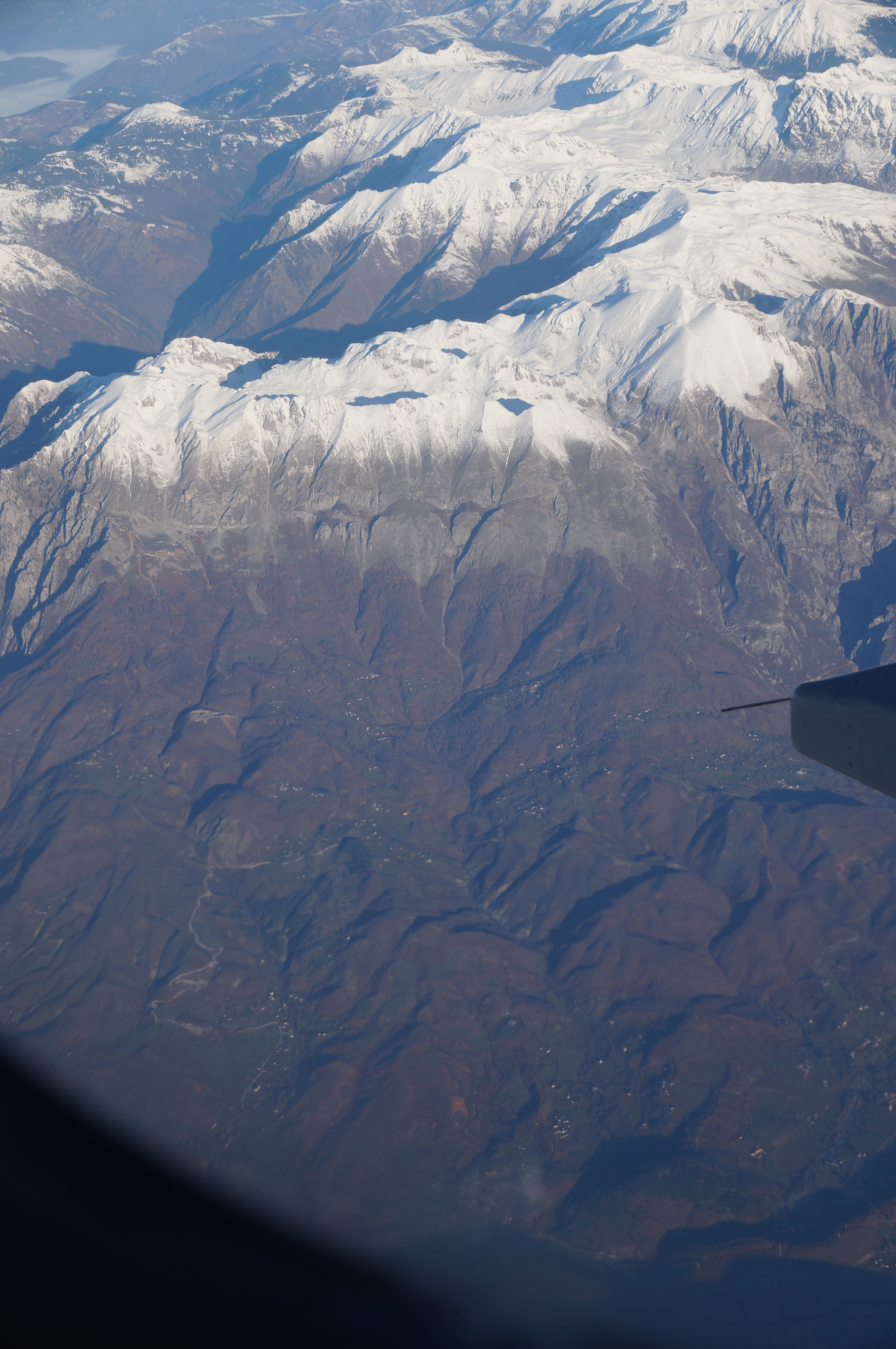
Luftaufnahme der Gebirgskette von Süden mit Radesha links, Shkëlzen rechts und Maja e Zezë in der Mitte oben

Der Shkëlzen (albanisch Mali i Shkëlzenit) ist ein Berg in den Albanischen Alpen im Nordosten Albaniens. Mit einer Höhe von 2407 m ü. A. zählt er zu den höchsten Bergen Albaniens. Er bildet den südöstlichen Abschluss der Malësia e Vogël, dem östlichen Teil der Albanischen Alpen, und dominiert die Landschaft Tropojas, das Becken von Tropoja um 2000 Meter überragend.
Der Shkëlzen ist Teil einer Gebirgskette, die westlich des Gipfels mit dem Berg Radesha (2313 m ü. A.) beginnt. Vom Shkëlzen zieht sich die Kette nach Norden und erreicht in der Maja e Zezë rund sieben Kilometer weiter nördlich die höchste Höhe mit 2425 m ü. A. Im Norden und Westen wird der Gebirgszug vom Tal des Gash begrenzt, einem Nebenfluss der Valbona. Im Osten trennt das Tal des Tropoja-Bachs den Shkëlzen von der Đeravica (2656 m. i. J.), dem höchsten Berg der Region. Gash und Tropoja-Bach entspringen einer Region mit diversen Bergseen am Dobërdol-Pass (ca. 2238 m ü. A.) mit dem Dash-See und der Alm Dobërdol im Norden und den Sylbica-Seen im Süden. Den Berg passieren sie in tiefen Schluchten, die kaum einen Zugang zum praktisch unbewohnten Bergland nördlich des Bergzugs ermöglichen. Der Bereich nördlich des Berges bis zur Grenze ist Teil des Nationalparks Alpen Albaniens.
Am Shkëlzen gibt am Berg bis große Höhen von fast 2000 Metern Almen. Buchen kommen bis rund 1800 Meter Höhe vor, darüber noch Panzerkiefer. Der Bergzug aus Kalkstein ist von zahlreichen Karst- und glazialformen geprägt.
Südlich des Gipfels der Radesha am Eingang zur Schlucht des Gash liegt das Dorf Skëlzen auf ca. 950 m ü. A. Am Südhang finden sich weitere Siedlungen und Ortschaften, so auch das Dorf Tropoja (378 m ü. A.). Bajram Curr liegt etwas weiter westlich, rechts der Vjosa. 
Der Shkëlzen ist für die Gläubigen der Region ein heiliger Berg. Auf seinem Gipfel befindet sich ein Grab, das jeweils am 7. August von Pilgern besucht wird. Es sei zwar dort gar niemand begraben, man spricht dem Platz aber eine wunderbare heilende Kraft zu.